# Pravdinskij rajon
Il Pravdinskij rajon (in russo Правдинский район?) è un rajon dell'Oblast' di Kaliningrad, nella Russia europea; il capoluogo è Pravdinsk.

## Suddivisione
- città di Pravdinsk; Železnodorožnyj
- comuni di Domnovo; Mozyr'